# 서애운수
서애운수(瑞愛運輸)는 서울특별시 서초구의 마을버스 회사로 차고지는 서울특별시 서초구 서초3동에 있으며, 본사는 서울특별시 서초구 명달로9길 4, 2층 (방배동, 낙안빌딩)에 있다. 성촌운수에서 2007년 1월, 서애운수로 사명을 변경하였다.

## 연혁
- 19xx년 서초노인복지회 마을버스로  01-3, 01-5, 01-7번 등이 계열이었음
- 2002년 서초노인복지회 마을버스 분리에 따라 01-5, 01-7번이 분리되어 성촌운수로 회사 설립.
- 2004년 서울시 버스개편에 따라 01-5번 서초11번으로, 01-7번 서초12번으로 번호 변경.
- 2007년 1월 1일 성촌운수에서 서애운수로 사명 변경

## 운행 노선
- ● 서초11번 : 예술의전당 - 강남역 (구 서초마을 01-5번)

## 이전 운행 노선
- ● 서초12번 : 예술의전당 - 교대역 (서초11번에 통폐합, 구 서초마을 01-7번)

## 보유 차종
- 현대자동차: 뉴 카운티, 그린시티
- 킹롱: 킹롱 시티라이트 9